# اسپاتس وود، ویکتوریا
اسپاتس وود (به انگلیسی: Spotswood) یک منطقهٔ مسکونی در استرالیا است که در ویکتوریا (استرالیا) واقع شده‌است.